# Edy Group
edy Group a fost unul din principalele grupuri de companii de transport și logistică din România, înainte ca edy Spedition să intre în faliment în 2012, dupa moartea patronului și fondatorului, Alin Popa.  
Grupul edy a inclus edy Spedition (in trecut cel mai mare transportator de mărfuri generale din România), Autocamion Service, Diesel One (furnizor de combustibil) și edy Logistics (ce oferea servicii de distribuție și depozitare). Flota edy Group a fost compusă din peste 1100 camioane, la cele mai noi standarde în domeniu. În cadrul grupului edy lucrau peste 1700 de angajați, cu media de vârstă de 35 de ani. 
Cifră de afaceri a grupului edy în 2009 a fost aproximativ 500 milioane de lei(RON).

## Istoric

### Bazele
Istoria grupului de companii edy a început în 1991, odată cu înființarea companiei Alin Trans de către Alin Popa și Mircea Dărăbanț, ca o afacere de familie. Alin Popa este unul dintre primii și cei mai tineri antreprenori de după 1989. Popa a pus bazele afacerii, devenită ulterior grupul de companii de succes edy, la vârsta de 20 ani, organizând primele transporturi cu ajutorul a câteva camioane second-hand.

### Evoluția grupului edy
Compania Alin Trans, fondată în 1991, își dezvoltă treptat activitatea și începe să fie cunoscută pe piața locală. În 1995 sunt realizate primele transporturi internaționale și prin înființarea edy International Spedition (în anul 1997) se conturează imaginea grupului edy. Începând cu anul 1995 se concretizează și primele colaborări cu companii multinaționale.
Anii 1999-2000 marchează evoluția grupului edy fiind perioada deciziilor strategice majore. Prima dintre acestea constă în orientarea către clienți companii multinaționale, cu capacitate de a genera volume mari. O altă direcție o constituie crearea și dezvoltarea unor business-uri suport pentru afacerea de transport:
- În anul 2000 se înființează un nou serviciu având la bază parteneriatul dintre Alin Trans și Diesel 24 Austria GmbH, care se va transforma în 2006 în Diesel One.
- În 2003 se înființează compania Autocamion Service care operează două service-uri în Deva și Timișoara, oferind servicii atât pentru flota proprie cât și pentru alți clienți.
- Începând cu 2005, odată cu înființarea edy Logistics afacerea edy se dezvoltă pe noi coordonate prin transformarea dintr-o companie tradițională de transport și expediție într-o companie de transport și logistică ce oferă servicii integrate.
- În 2007 are loc lansarea edy Polska cu sediul operațional în Varșovia.[4]
- Din anul 2008, o nouă schimbare importantă se produce în cadrul grupului prin trecerea de la  metoda antreprenorială de conducere la angajarea unui grup de manageri, cu o bogată experiență acumulată în corporații.[3]